# Brachygastra smithii
Brachygastra smithii är en getingart som beskrevs av Henri Saussure 1853. Brachygastra smithii ingår i släktet Brachygastra och familjen getingar. Inga underarter finns listade.